# Славянское неоязычество в Польше
Славянское неоязычество (родноверие) в Польше (пол. słowiańskie neopogaństwo, rodzimowierstwo, rodzima wiara) возникло уже в начале XX века. Превосходит по численности другие неоязыческие движения.

## Истоки

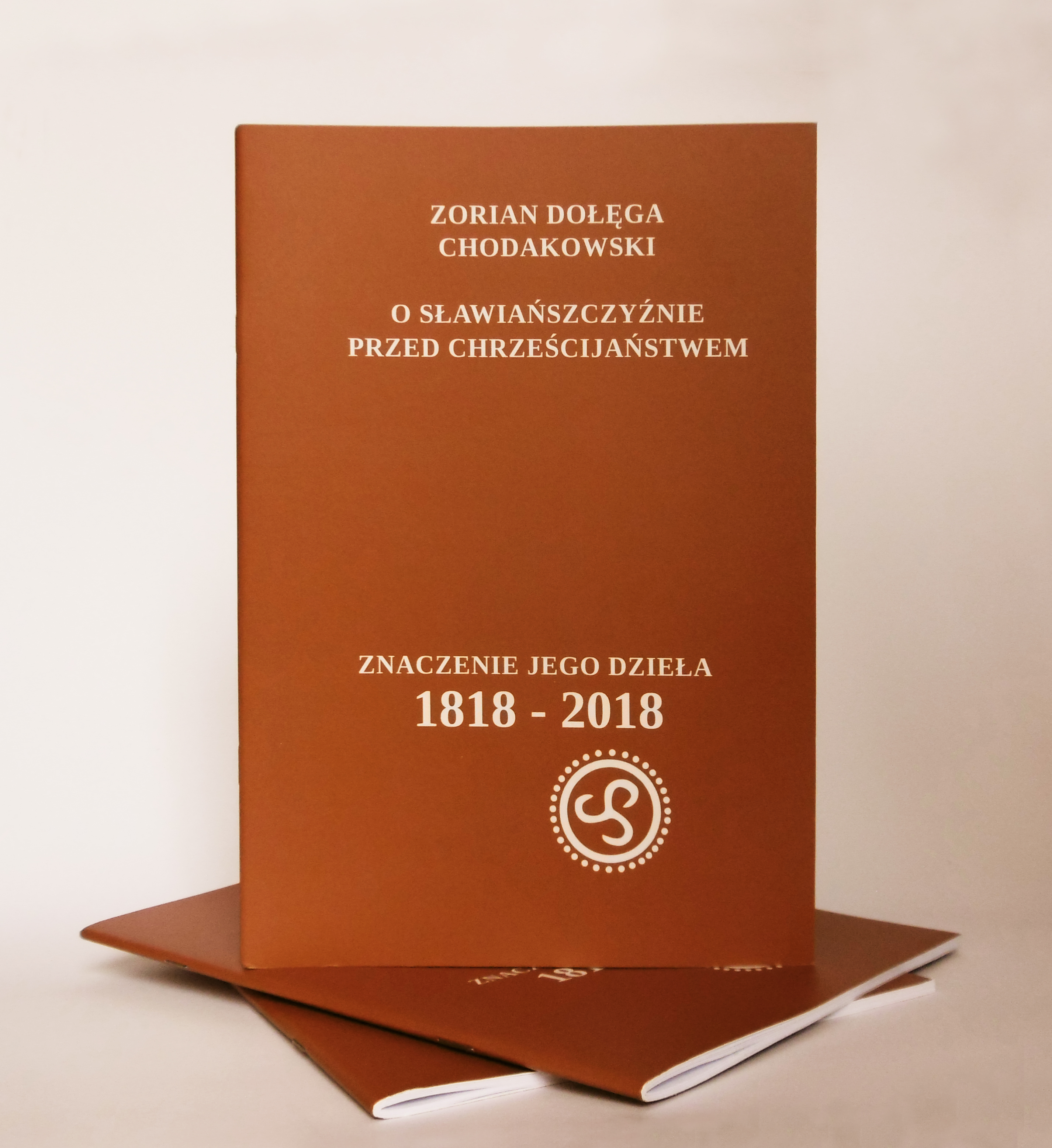
Юбилейное переиздание книги З. Доленга-Ходаковского «О славянщине до христианства» польскими родноверами

В 1818 году польско-российский этнограф Зориан Доленга-Ходаковский (псевдоним Адама Чарноцкого) в работе «О славянщине до христианства» (пол. O Sławiańszczyźnie przed chrześcijaństwem) объявил себя «язычником», выступил за возрождение язычества и ошибочность христианизации славян. Он заявил, что Польша «должна вернуться к родной вере». На основании этого он признан предшественником родноверия в Польше. Польский философ Бронислав Трентовский в книге «Славянская вера, или Этика, управляющая Вселенной» (Wiara słowiańska, czyli etyka piastująca wszechświat) (1848) писал, что славянские боги — манифестации единого, в том числе христианского, бога и видел в дохристианской религии славян верный путь к пониманию божественного творца, утверждая, что христианство не смогло этого сделать. Другим предшественником был Ян Сас-Зубжицкий (1860—1935), разработавший доктрину «Богопознания» («Bogoznawstwo»). Это романтическое «повторное открытие» и оценка местной дохристианской религии подготовило почву для возникновения родноверия в дальнейшем.

## История
Как движение родноверие начало оформляться в Польше среди поляков и украинцев в 1920—1930-х годах. В 1921 году Владислав Колодзей создал «Святой круг последователей Святовита (Święte Koło Czcicieli Światowida)», хотя нет никаких доказательств, что они проводили регулярные встречи в ранний период существования. В 1934 году возникла Демиурга. В 1937 году Ян Стахнюк (псевдоним — Стоигнев), автор книги «Славянский миф», организовал вокруг своего варшавского журнала «Община» («Zadruga») одноимённое движение «Задруга» (термин задруга означает южнославянскую племенную единицу). Развивая идеи Доленги-Ходаковского, Стахнюк в своей работе критиковал католицизм в Польше, утверждая, что он оказал негативное влияние на национальный характер страны. Стахнюк не сформировал из своих идей религию, и те, кто разделял его взгляды, оставались «очень свободной и разнообразной интеллектуальной кликой». Польская популярная пресса назвала его неоязычником, термином, которым он стал именовать себя позднее сам. В стороне от каких-либо движений находился польский военный лётчик Здислав Харлендер, в то же 1937 году издавший книгу «Поклоняющиеся Дажбогу Сварожичу» («Czciciele Dadźbóg Swarożyca»), в которой он изложил свое видение возрождения дохристианской славянской религии.
Во время Второй мировой войны родновер Стефан Потшуский возглавлял подразделение Крестьянских батальонов, сражавшихся с немецкими оккупантами Польши. Его подразделение имело храм бога Святовита на секретной лесной базе и проводило групповые обряды, в ходе которых сжигалось деревянное изображение божества с медовухой. Ян Стахнюк также боролся против нацистской оккупации во время Варшавского восстания. После окончания войны и установления в Польше просоветского режима Стахнюк и Колодзей были арестованы, что помешало созданию родноверческого сообщества.
В 1954 году в Лодзинском университете была создана студенческая группа Клан Аусран. Официально она была посвящена изучению индоевропейского общества, его члены исполняли гимны и молитвы.
Вроцлавское издательство «Toporzeł» переиздало произведения Стахнюка и его ученика Антония Вацика. Идеологию «Святого круга последователей Святовита» Владислава Колодзея продолжает «Родная польская церковь» («Rodzimy Kościół Polski»), зарегистрированная в 1995 году, руководитель — Лех Эмфази Стефанский.

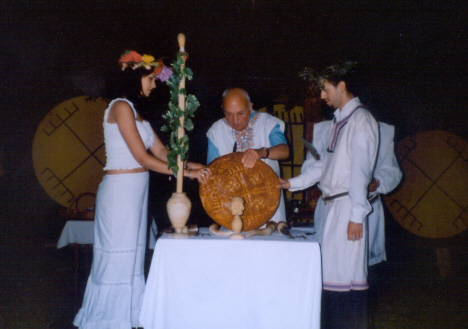
Основатель «Родная польская церковь» Стефанский, Лех Эмфази проводит обряд бракосочетания

В 1996 году Potrzebowski S. и некоторые другие члены бывшей «Задруги» учредили организацию «Ассоциация родной веры» («Zrzeszenie Rodzimej Wiary»); в настоящее время — «Родная вера» («Rodzima Wiara») (Rodzima Wiara). Потшебовский написал докторскую диссертацию о довоенном движении «Задруга».
Рэпер и музыкальный продюсер Донатан назвал себя приверженцем славянской родной веры. Он выпустил свой дебютный альбом Równonoc (английский: Equinox) в 2012 году и является продуктивны музыкальным продюсером в Польше; он спродюсировал песню «Мы славяне (My Słowianie)», которая представляла Польшу на конкурсе «Евровидение-2014».

## Демография
В 2013 году Скотт Симпсон отметил, что родноверие остаётся «очень маленькой религией» в Польше, в которой в остальном доминирует католицизм. Он предположил, что было менее 900 регулярно активных членов четырех основных зарегистрированных организаций польского родноверия и примерно столько же приверженцев, принадлежащих к более мелким незарегистрированным группам.
В 2017 году он писал, что в стране, вероятно, действовало от 2000 до 2500 «активно вовлечённых и постоянных участников». В 2020 году Конрад Кощник и Эльжбета Хорновска оценивали численность родноверов в Польше от 7000 до 10000.
Симпсон отметил, что в стране приверженцы родноверия были «ещё относительно молоды» и наблюдается их частичное пересечение с сообществом исторических реконструкторов. Кощник и Хорновска отмечали, что, несмотря на молодость, польские родноверы были духовно зрелыми и присоединились к религии, поскольку она удовлетворяла их глубокие личные потребности. Они также писали, что мужчины составляют большую часть сообщества. В польском родноверском сообществе было отмечено некоторое присутствие анисемитских взглядов.
В Польше славянское неоязычество превосходит по численности другие неоязыческие движения, хотя оба направления представлены в Польском отделении Международной языческой федерации.

## Объединения

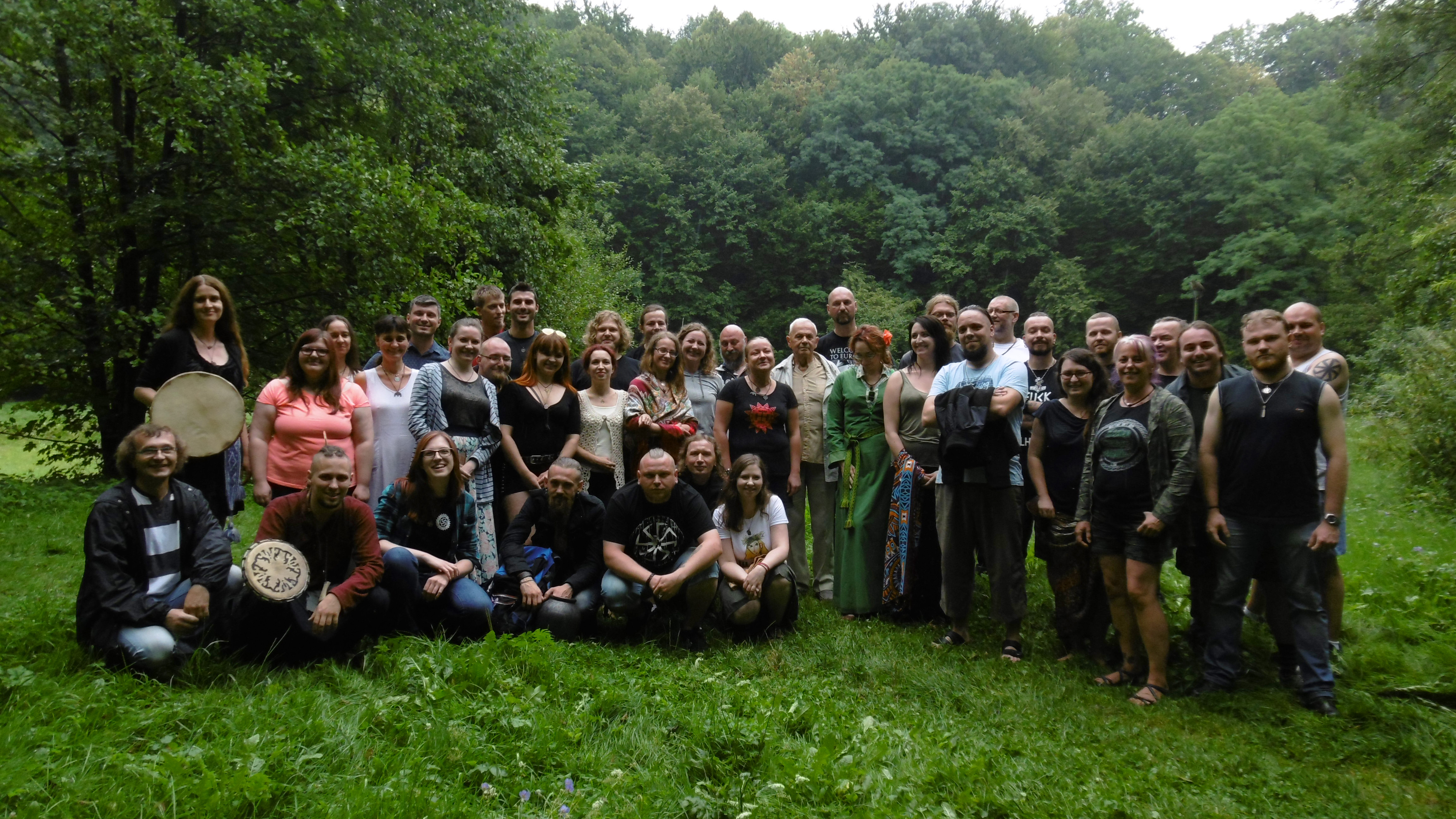
Пятый общепольский конгресс родноверов, 2017

- Западнославянский религиозный союз «Славянская вера»[пол.] (пол. Zachodniosłowiański Związek Wyznaniowy „Słowiańska Wiara”)
- Родная польская церковь[пол.] (пол. Rodzimy Kościół Polski)
- Родная вера[пол.] (пол. Rodzima Wiara)
- Родноверческая конфедерация[пол.] (пол. Konfederacja Rodzimowiercza)[30][31]